# Stella McCartney
Stella Nina McCartney  (Lambeth (Londen), 13 september 1971) is een Brits modeontwerpster. Zij is de tweede dochter van de Britse Beatleszanger en basgitarist Paul McCartney en de Amerikaanse fotografe Linda Eastman. Ze is de tweede van drie kinderen van genoemd echtpaar. Net als haar ouders is McCartney een groot voorstander van dierenrechten en milieubewustzijn en staat ze vooral bekend om haar gebruik van vegetarische en diervrije alternatieven in haar werk. Sinds 2005 ontwerpt ze een sportkledingcollectie voor Adidas.

## Persoonlijk leven
McCartney huwde op 30 augustus 2003 met de uitgever Alasdhair Willis. Zij kregen samen vier kinderen: zonen Miller Alasdhair James Willis (geboren 2005) en Beckett Robert Lee Willis (geboren 2008) en dochters Bailey Linda Olwyn Willis (geboren 2006) en Reiley Dilys Stella Willis (geboren 2010).

## Opleiding
Als zestienjarig meisje werkt Stella al als stagiaire bij Christian Lacroix. In 1995 studeert ze af aan het Central Saint Martins College of Art and Design in Londen. Naar de show kwamen behalve haar ouders vele beroemde sterren, waaronder ook Naomi Campbell en Kate Moss, die voor haar op de catwalk lopen. Hiermee haalt ze de wereldpers en weet ze haar collectie te verkopen aan grote winkels als Browns, Joseph, Bergdorf Goodman en Neiman Marcus.

## Carrière
Na twee eigen collecties volgt McCartney op 16 april 1997 Karl Lagerfeld op als hoofdontwerpster bij Chloé. McCartney neemt haar antibontprincipes over en weigert een aanbod van Gucci, omdat ze daar met leer en bont moet werken. In april 2001 tekent ze echter alsnog een contract met de Gucci-groep, waar ze haar eigen label mag uitbrengen. Haar rechterhand Phoebe Phillo neemt het roer over bij Chloé. In oktober 2001 lanceerde ze haar eerste collectie, lente/zomer 2002, in Parijs. Deze werd echter uiterst mager beoordeeld en er ontstaat nu enige twijfel over de rol van Phoebe destijds als rechterhand bij Chloé.
Begin 2002 werken McCartney en Gary Hume samen aan handgemaakte T-shirts en jurken bij de Thaddaeus Ropac Gallery in Parijs. Deze worden verkocht op een geheime veiling waarvan de opbrengst werd gedoneerd aan een goed doel.
In 2002 opent zij haar eerste boetiek in Manhattan.
Haar tweede collectie, 'sexy daywear' (met op de eerste rij van de catwalkshow vriendinnen Madonna, Camilla Parker Bowles, Liv Tyler en Kate Moss), stemt meer tot tevredenheid en brengt haar terug aan de top. In 2003 lanceert ze ook haar eerste parfum 'Stella' en opent zij haar Londen Store in Mayfair en LA Store in West-Hollywood.
In 2004 ontwerpt McCartney kostuums voor Madonna's "Reinvention Tour" en de Annie Lennox Summer Concert Tour. Voor Gwyneth Paltrow en Jude Law in de film Sky Captain and the World of Tomorrow ontwerpt zij de kleding.
In 2005 werd McCartney benaderd door Adidas en ontwikkelde voor hen een elegante sportlijn die bestaat uit tops, broeken en een collectie badpakken. "This collection is for women who take both their sport and style seriously. Why sacrifice one for the other?" aldus de ontwerpster.

## Onderscheidingen
In juni 2004 ontving McCartney de Glamour Award voor beste ontwerper van het jaar. In november 2012 was zij de grote winnaar bij de British Fashion Awards. Ze sleepte zowel de prijs voor Designer Brand binnen als die voor Designer of the Year 2012.
Op 26 maart 2013 werd zij door koningin Elizabeth van Groot-Brittannië benoemd tot Officier in de Orde van het Britse Rijk.
- Gemeinsame Normdatei: 128407921
- International Standard Name Identifier: 0000 0001 1494 7754
- KulturNav: 9acefa67-a157-4b23-8407-f55fb6faa86e
- Library of Congress Control Number: n2004070968
- Nationale Bibliotheek van Letland: 000273649
- MusicBrainz: c69d7666-76e1-414a-8639-dd3f53bb7ead
- Nationale Bibliotheek van Tsjechië: xx0064782
- Nationale Bibliotheek van Israël: 987012384959205171
- Nationale Bibliotheek van Polen: a0000002641729
- RKD-Nederlands Instituut voor Kunstgeschiedenis: 230076
- SNAC: w6zk6nn1
- Système universitaire de documentation: 237822733
- Virtual International Authority File: 85721134
- WorldCat: E39PBJg4p8CqPjrcwmDJG3hvHC